# Norrdal en Lövholma
Norrdal en Lövholma (Zweeds:Norrdal och Lövholma) is een småort in de gemeente Vallentuna in het landschap Uppland en de provincie Stockholms län in Zweden. Het småort heeft 138 inwoners (2005) en een oppervlakte van 50 hectare. Het småort bestaat eigenlijk uit twee verschillende plaatsen: Norrdal en Lövholma.